# Справа «катерів і санітарок»
Справа «катерів і санітарок» — поширена в ЗМІ назва кримінального провадження за фактами закупівлі Міноборони України військової техніки, обладнання та послуг неналежної якості та за завищеними цінами. А саме: десантно-штурмових катерів проєкту «Кентавр-ЛК» та санітарно-евакуаційних автомобілів Богдан-2251.

## Версія слідства

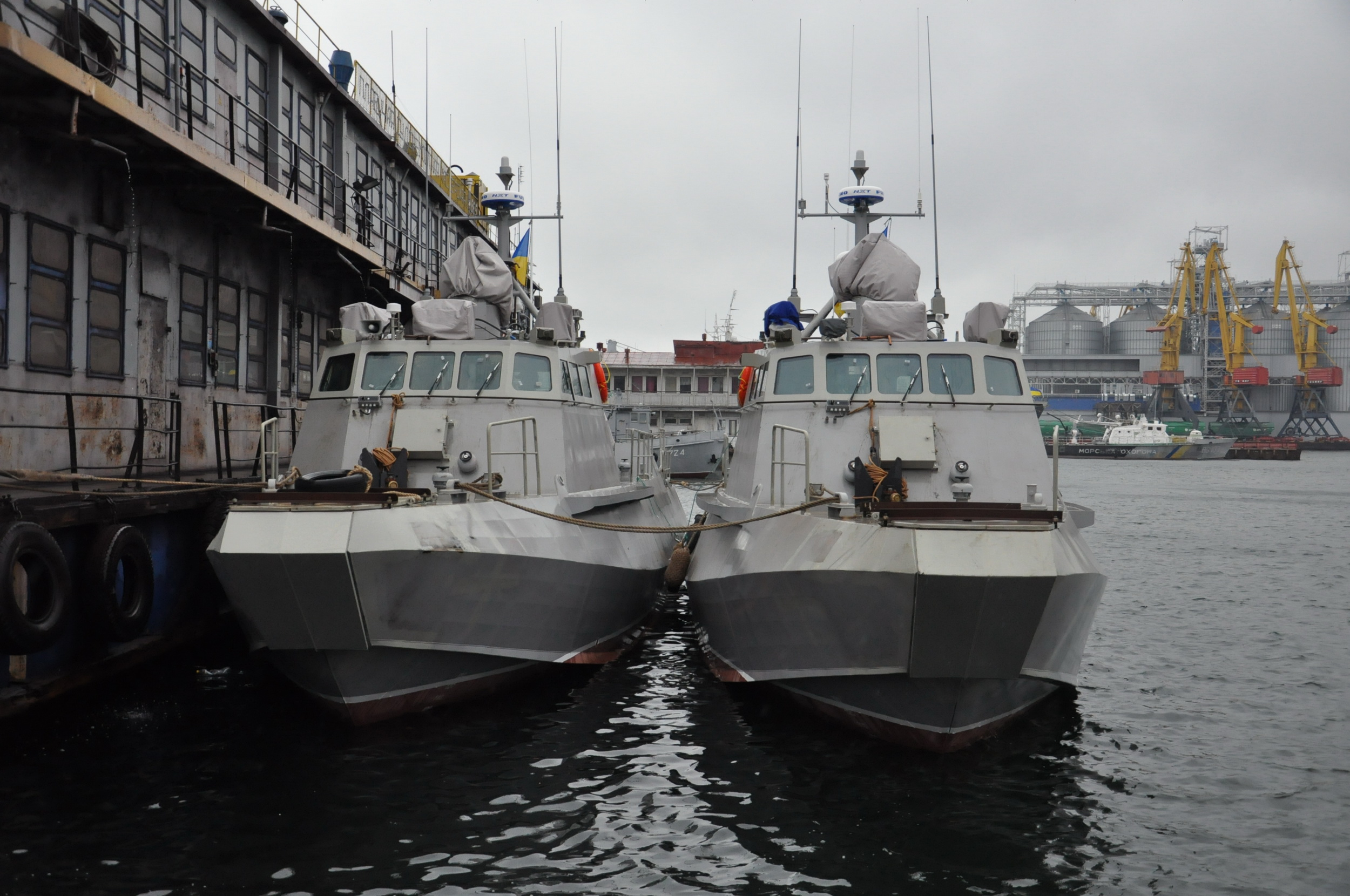
Катери «Станіслав» та «Малин» проєкту «Кентавр-ЛК», листопад 2018

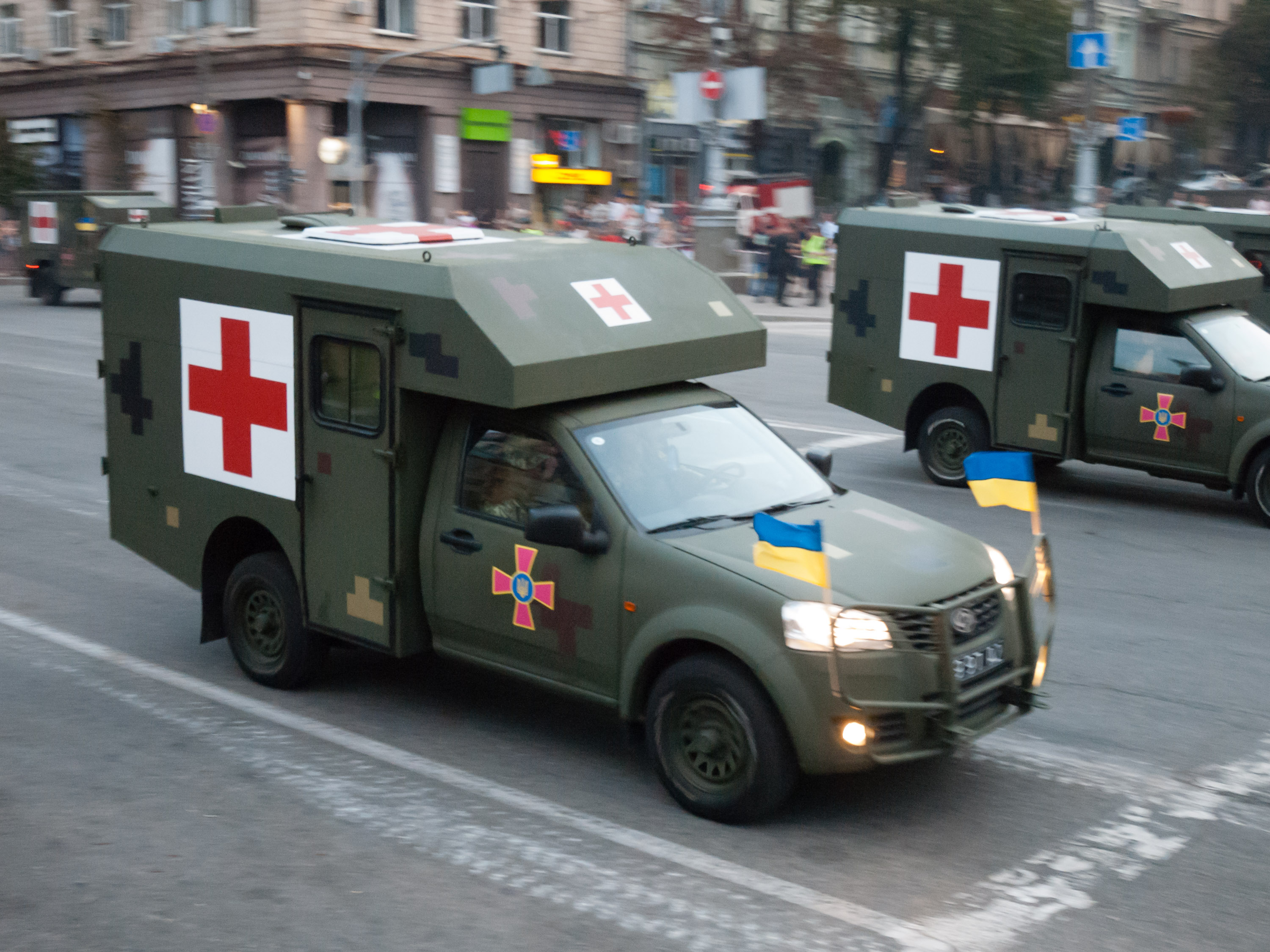
Санітарні автомобілі Богдан-2251 на репетиції параду до Дня Незалежності України, 2018 рік

Як повідомили в ОГПУ, в 2016 році до показників Державного оборонного замовлення було включено потребу ВМС ЗС України у будівництві двох десантно-штурмових катерів проєкту «Кентавр» для доставки підрозділів морської піхоти. Цей проєкт був розроблений спеціалізованим Дослідно-проєктним центром кораблебудування.
За даними слідства, у 2016—2018 році колишній заступник Міністра оборони України, діючи умисно в умовах особливого періоду, у співучасті з директорами Департаменту військово-технічної політики, розвитку озброєння та військової техніки Міністерства оборони України, шляхом перевищення своїх службових повноважень, забезпечили безперешкодне швидке, з упущенням необхідних процедур, укладення державного контракту з ПАТ «Завод Ленінська Кузня», а у подальшому ПрАТ «Завод Кузня на Рибальському». При цьому вони усвідомлювали неспроможність заводу виконати умови контракту та побудувати у встановлені строки — до кінця 2017 року — десантно-штурмові катери проекту «Кентавр» через відсутність проекту виготовлення та створення такої продукції, яка не відповідатиме технічним вимогам, установленим державним оборонним замовленням та контракту, в результаті чого вказані катери неможливо буде використовувати за призначенням.
У подальшому, вказані особи також забезпечили внесення до основних показників коригованого державного оборонного замовлення потреби у будівництві ще одного десантно-штурмового катеру «Кентавр» та укладення додаткової угоди з ПАТ «Завод Ленінська Кузня» щодо будівництва ще одного катера. Це надало можливість товариству одержати авансовий платіж та використати його для забезпечення своєї господарської діяльності. В результаті ПАТ виготовили проєкти іншого катеру «Кентавр-ЛК», що призвело до неможливості їх використання через невідповідність технічним умовам.
За даними прокуратури, такі дії призвели до невиконання державного оборонного замовлення щодо забезпечення підрозділів ВМС України бойовими катерами, що в умовах збройної агресії Російської Федерації і втрати частини боєздатних кораблів та катерів, спричинило зниження бойової готовності, обороноздатності та бойового духу ЗС України і заподіяння Міністерству оборони України збитків на суму понад 443 млн грн.
Також повідомляється, що заступник Міністра оборони України, за пособництва директора Департаменту військово-технічної політики, розвитку озброєння та військової техніки забезпечив у 2017 році закупівлю для потреб ЗС України в дочірнього підприємства «Автоскладальний завод № 2» АТ "Автомобільна компанія «Богдан Моторс» 100 санітарних автомобілів «Богдан-2251», експлуатація яких за прямим функціональним призначенням в ЗСУ як базових санітарних автомобілів неможлива. Цими діями державі заподіяно збитки на суму понад 32 млн грн.

### «Слідчий експеримент»
Наприкінці жовтня 2021 року слідчими державного бюро розслідувань було проведено «слідчий експеримент» внаслідок якого вони «дійшли висновку» про невідповідність виготовлених катерів технічному завданню.
Однак, працівники заводу «Кузня на рибальському» зазначили, що «експеримент» було проведено слідчими без відповідної підготовки та без представників заводу.
Так, 23 жовтня катер «Станіслав» вивели в море без здавальної команди заводу «Кузня на Рибальському». Після повернення судна, при швартуванні, катер зазнав пошкоджень. В результаті невмілих дій слідчої групи ДБР було, зокрема, пошкоджено конструкцію кормового майданчика огородження водометів.
Ще один катер, який співробітники ДБР вивели в море 28 жовтня «для проведення слідчого експерименту», також не змогли нормально пришвартувати. Представникам «Кузні» довелося втрутитися та допомогти представникам Бюро пришвартувати катер, аби убезпечити й саме судно, і людей, які перебували на його борту. Один з чоловіків через недолуге швартування впав у воду.

### Новий підозрюваний
17 грудня 2021 року слідчі Державного бюро розслідувань повідомили про підозру колишньому начальнику військового представництва Міністерства оборони України.
За версією слідства цей посадовець у змові з керівництвом ПрАТ «Завод „Кузня на Рибальському“» підробив та видав офіційні документи, згідно з якими остаточна збірка двох десантних катерів «Кентавр» із проведенням випробувань їх ходових характеристик вважаються завершеними. Натомість слідство встановило, що військовому було відомо про те, що вказані випробування не проводилися взагалі.

## Підозрювані
2 липня 2021 року, слідчі ДБР повідомили про підозру колишнім посадовцям Міністерства оборони України:
- заступнику Міністра оборони України у 2015—2019 рр.;
- директору Департаменту військово-технічної політики, розвитку озброєння та військової техніки МО України у 2015—2017 рр.;
- директору Департаменту військово-технічної політики, розвитку озброєння та військової техніки МО України у 2018—2019 рр.

Їх дії кваліфіковано за ч. 4 ст. 4261 та ч. 5 ст. 27 (пособник), ч. 4 ст. 4261 КК України.
Також повідомлено про підозру колишньому голові правління ПрАТ «Завод „Кузня на Рибальському“», дії якого кваліфіковано за ч. 2 ст. 192, ч. 4 ст. 27 (підбурювач) ч. 4 ст. 4261 КК України.
17 грудня 2021 року було повідомлено про підозру колишньому начальнику військового представництва Міністерства оборони України. Він підозрюється у перевищенні військовою службовою особою влади та службових повноважень, в умовах особливого періоду, що спричинило тяжкі наслідки (ч. 4 ст. 4261 ККУ), а також у складанні та видачі службовою особою завідомо неправдивих офіційних документів, вчинених за попередньою змовою групою осіб (ч. 2 ст. 28, ч. 1 ст. 366 ККУ).

## Запобіжні заходи
5 липня 2021 року, Печерський районний суд міста Києва обрав запобіжний захід одному з колишніх Директорів Департаменту Міноборони — 2 місяці тримання під вартою з альтернативою внесення застави у сумі близько 475 млн гривень. Стосовно решти підозрюваних судові засідання перенесені на інші дати.
7 липня 2021 року, Печерський районний суд міста Києва розглянув клопотання слідчих та задовольнив його у повному обсязі, обравши Валерію Шандрі, голові правління ПрАТ «Кузня на Рибальському» запобіжний захід у вигляді тримання під вартою на два місяці з альтернативою внесення застави у сумі понад 443 млн гривень.
8 липня 2021 року, Печерський районний суд міста Києва обрав запобіжний захід третьому підозрюваному. Суд повністю задовольнив клопотання слідчих, обравши одному з колишніх начальників Департаменту військово-технічної політики, розвитку озброєння та військової техніки МО України запобіжний захід у вигляді тримання під вартою на два місяці з альтернативою внесення застави у сумі понад 475 млн гривень. Ім'я заарештованого у ДБР не назвали.
12 липня 2021 року, Печерський районний суд міста Києва обрав запобіжний захід Ігорю Павловському. Суд повністю задовольнив клопотання прокурорів. Застосував арешт на два місяці або заставу у розмірі 476 млн грн, відмовив у задоволенні клопотання щодо взяття на поруки в тому числі і Героїв України і народних депутатів України. Вирішив, що ця застава є можливо, як забезпечення виконання покладених на нього обов'язків.
5 листопада 2021 року, за колишнього заступника Міноборони, генерала Ігоря Павловського, якого підозрюють у справі щодо продажу для ЗС України неякісної військової техніки, було внесено заставу та він вийшов з СІЗО на свободу. Як було повідомлено, 18 млн гривень, необхідних для застави, зібрав фонд Петра Порошенка разом з ГО "Солідарна справа громад". 15 млн 900 тисяч гривень до застави доклав фонд Порошенка, а 2 млн 100 тисяч гривень, зібрали "небайдужі українці через акцію у соцмережах".

### Апеляції
29 липня 2021 року, в Апеляційному суді міста Києва мав відбутись розгляд апеляції на вибір запобіжного заходу. Проте розгляд було перенесено через неявку прокурорів. У суді також заявили, що перенесли засідання на кінець серпня через те, що начебто суддя йде у відпустку. Таким чином, генерал Ігор Павловський перебуватиме під арештом ще до 26 серпня.
2 серпня 2021 року, Апеляційний суд міста Києва розглянув клопотання про зміну запобіжного заходу для голови правління заводу «Кузня на Рибальському» Валерія Шандри. Так, голова правління заводу «Кузня на Рибальському» Валерій Шандра залишиться під вартою до 4 вересня 2021 року. Таке рішення винесли судді Апеляційний суд Києва. Проте зменшили суму застави — з 443 мільйонів до понад 50 мільйонів.

### Правовий захист в міжнародних судових органах
9 жовтня 2023 року народний депутат України Ірина Геращенко повідомила, що Ігор Павловський виграв у ЄСПЛ справу проти України щодо необґрунтованого запобіжного заходу, йому була призначена компенсація в розмірі 2600 євро.

## Позиція підозрюваних

### Ігор Павловський
З 2015 по 2019 рік, у ЗС України було поставлено 246 зразків озброєння та військової техніки, включаючи санітарні автомобілі, яких взагалі не було, а УАЗи випускала Російська Федерація.
Наша країна була вимушена накласти санкції і не забезпечувати свої ЗС України комплектацією з РФ. Жодне підприємство в Україні не обізвалося щодо допомоги, надання медичного майна в госпіталі, розгортання шпиталів, медичного обладнання. Автомобілів, якими потрібно було транспортувати військовослужбовців, взагалі не було. На першому етапі війни в 2014-му році від 3 годин до 4 годин відбувалася евакуація військовослужбовців. Завдяки тому, що знайшлись розробники в Україні, цей період скоротили до 35 хвилин.
Були розроблені не тільки «Богдани» для евакуації першої черги. Були розроблемі на передньому краї броньовані машини, в тому класі, в якому вони існують.
Є рішення комісії, яка проводила випробовування відповідно до Постанови Кабінету Міністрів України від 25 лютого 2015 р. № 345 «Про затвердження Порядку постачання озброєння, військової і спеціальної техніки та боєприпасів під час особливого періоду, введення надзвичайного стану, проведення заходів із забезпечення національної безпеки і оборони, відсічі і стримування збройної агресії та у період проведення антитерористичної операції»" (із змінами), де визначено, що вони відповідають заявленим показникам. Були прийняті відповідні рішення військово–політичним керівництвом, і машини пішли на постачання. Всі ці питання відбувалися в рамках чинного законодавства за чинними постановами, прийнятою державною програмою розвитку озброєння військової техніки, Державним оборонним замовленням.
Адвокат Черненко зазначив, що на його думку «мішенню не є безпосередньо Ігор Валентинович. Ігор Валентинович — це особа, через яку слідчі з прокурорами сподіваються, напевно, якось вийти на п'ятого президента», а тому «Це 100 % політична справа», зокрема і через такі формулювання, як «„Павловський хотів догодити Порошенку“. При чому Порошенко ні про що не просив Павловського, так? Але Павловський так ініціативно хотів нібито догодити, і тому стався такий прикрий злочин…».

## Критика
Журналіст Олександр Сурков звернув увагу на те, що слідчі не знайшли жодних свідчень ані «відкатів», ані нецільового використання коштів, і тому обґрунтовують невідповідність катерів замовленню, але при цьому не посилаються на жоден експертний висновок. Також в підозрі жодного слова про неправомірну вигоду, а катери і машини є в наявності.